# Adorazione dei Magi (Bruegel Londra)
L'Adorazione dei Magi è un dipinto olio su tavola (108x83 cm) di Pieter Bruegel il Vecchio, datato 1564 e conservato nella National Gallery di Londra. È firmato in basso a destra "BRVEGEL M.D.LXIIII".

## Storia
L'opera è probabilmente l'unica pala d'altare dipinta dall'artista. Nel 1594 venne acquistata dall'arciduca Ernesto d'Asburgo e nel 1619 venne elencata in un inventario della collezione imperiale di Vienna. Nell'anno 1900, per ragioni ignote, venne messa in vendita e passò al cittadino viennese George Roth. Posta di nuovo in vendita, passò infine al museo londinese nel 1921.

## Descrizione e stile
La destinazione del dipinto per decorare un altare potrebbe spiegare l'unicità, nella produzione dell'artista, del formato verticale e la preminenza delle figure, che occupano l'intero spazio disponibile, all'italiana. Addirittura si usa la tipica forma piramidale, con la testa di Maria al vertice.
Maria al centro offre il bambino all'adorazione dei tre re: uno, con il mantello rosato bordato d'ermellino tipico dell'imperatore, è già disteso, uno vestito di rosso si sta piegando e quello di colore invece sta in piedi a destra, reggendo uno straordinario oggetto d'oreficeria che ricorda un vascello. Singolare è il trattamento di almeno uso, quello a sinistra, come una caricatura, o anche l'aspetto non idealizzato di Maria. L'artista si ispirò a varie fonti: si possono cogliere echi di Dürer (come i doni-reliquiario e la posa di Maria, presenti ad esempio nell'Adorazione di Firenze), o anche di Michelangelo, con la testa e il braccio del Bambino che richiamano la Madonna di Bruges.
Un brano originale è quello dell'uomo che bisbiglia nell'orecchio di Giuseppe, come a rappresentare la cattiva fede di chi insinua dubbi sulla purezza di Maria. Le facce degli astanti hanno quelle espressioni sbalordite o goffe tipiche dei contadini bruegheliani, anche se qualcuno sembra realizzare di trovarsi davanti a un avvenimento solenne a cui rivolgere una sincera devozione. la presenza dei soldati nella rappresentazione, piuttosto rara, viene letta come un riferimento all'occupazione militare spagnola delle Fiandre.
La concertazione cromatica è, come al solito, straordinaria: i rossi, ora forti, ora tenui, si amalgamano ai toni del rosa, del verde, del grigio e del marrone, con un'unica nota di azzurro nel manto di Maria. La diversa illuminazione e densità cromatica fa spiccare le figure in primo piano, dando ad esse un maggior rilievo.